# Korttelilampi
Korttelilampi är en sjö i Finland. Den ligger i kommunen Tervola i landskapet Lappland, i den norra delen av landet, 700 km norr om huvudstaden Helsingfors. Korttelilampi ligger 167 meter över havet. Arean är 21,1 hektar och strandlinjen är 2,1 kilometer lång. Sjön  ingår i Kemi älvs huvudavrinningsområde. 